# Румынская академия
Румынская академия (рум. Academia Română) — высшее научное учреждение Румынии, которое охватывает научные, художественные и литературные области деятельности.

## История и статут

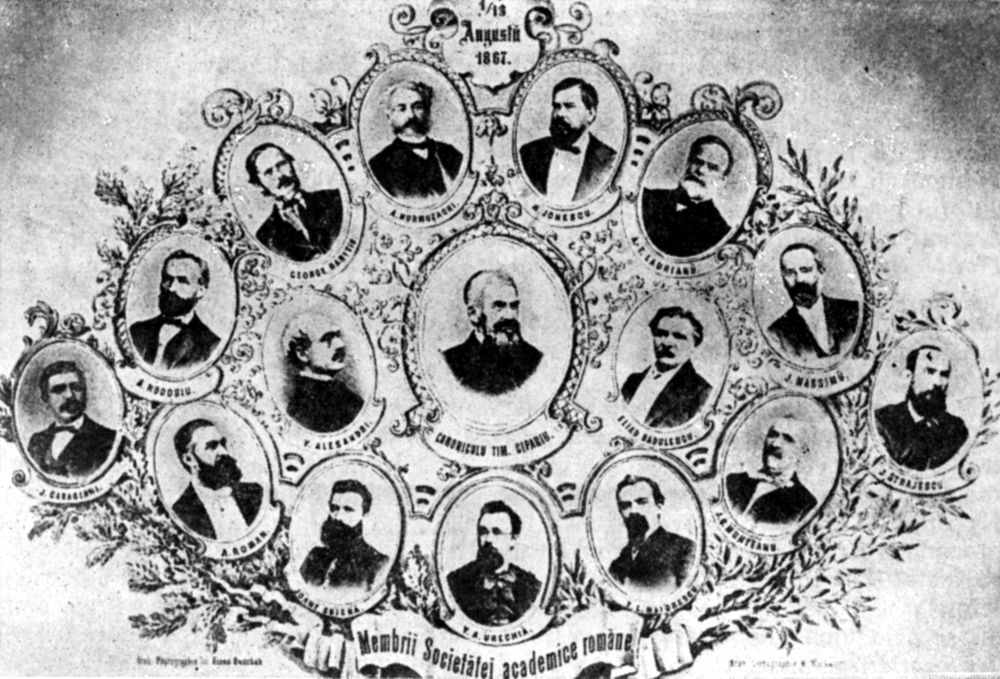
Члены-основатели Румынской Академии
1867 год

Академия была основана в 1866 году, как Румынское литературное общество. В 1867 году литературное общество было переименовано в Румынское академическое общество, а в 1879 году стало называться Румынской академией. С приходом к власти Румынской коммунистической партии организация была реорганизована и с 1948 года стала носить название Академия Румынской Народной Республики. С 1965 года и вплоть до падения режима Чаушеску академия носила название Академия Социалистической Республики Румыния.
В соответствии со своим уставом, основными целями Академии являются сохранение румынского языка и румынской литературы, изучения национальной истории Румынии и исследования в области фундаментальных и прикладных наук. Наиболее известными фундаментальными трудами Румынской академии являются словарь румынского языка, словарь румынской литературы, а также трактат по истории румынского народа.
Штаб-квартира Румынской академии находится в городе Бухаресте.

## Президенты академии за историю её существования
(Серым цветом выделены вице-президенты академии, временно исполнявшие обязанности президента)

| Президент (годы жизни)              | Род деятельности (либо повторные каденции)                       | Каденция  |
| ----------------------------------- | ---------------------------------------------------------------- | --------- |
| Ион Элиаде-Рэдулеску (1802—1872)    | поэт и писатель, политик, языковед                               | 1867—1870 |
| Аугуст Требониу Лауриан (1810—1881) | историк, лингвист, политик, публицист                            | 1870—1872 |
| Николае Крецулеску (1812—1900)      | политик, правовед, врач, дипломат, переводчик                    | 1872—1873 |
| Аугуст Требониу Лауриан             | 2-я каденция                                                     | 1873—1876 |
| Ион Гика (1816—1897)                | математик, дипломат, госдеятель                                  | 1876—1882 |
| Димитре Стурдза (1833—1914)         | писатель-прозаик, госдеятель                                     | 1882—1884 |
| Ион Гика                            | 2-я каденция                                                     | 1884—1887 |
| Михаил Когэлничану (1817—1891)      | историк, писатель, публицист, политик, госдеятель                | 1887—1890 |
| Ион Гика                            | 3-я каденция                                                     | 1890—1893 |
| Георге Барициу (1812—1893)          | драматург, филолог, публицист, историк, политик, предприниматель | 1893      |
| Якоб Негруцци (1843—1932)           | поэт, писатель, драматург, критик, журналист, правовед           | 1893—1894 |
| Ион Гика                            | 4-я каденция                                                     | 1894—1895 |
| Николае Крецулеску                  | 2-я каденция                                                     | 1895—1898 |
| Петру Пони (1841—1925)              | химик, физик, минералог, педагог, политик                        | 1898—1901 |
| Петре Аурелиан (1833—1909)          | экономист, публицист, государственный деятель                    | 1901—1904 |
| Иоан Калиндеру (1840—1913)          | юрист, государственный деятель                                   | 1904—1907 |
| Ангел Салиньи (1854—1925)           | инженер, педагог, государственный деятель                        | 1907—1910 |
| Якоб Негруцци                       | 2-я каденция                                                     | 1910—1913 |
| Константин Истрати (1850—1918)      | врач, химик, философ, общественный деятель                       | 1913—1916 |
| Петру Пони                          | 2-я каденция                                                     | 1916—1920 |
| Димитрий Ончул (1856—1923)          | юрист, государственный деятель                                   | 1920—1923 |
| Якоб Негруцци                       | 3-я каденция                                                     | 1923—1926 |
| Эмиль Раковицэ (1868—1947)          | биолог, зоолог, ботаник, спелеолог                               | 1926—1929 |
| Ион Биану (1856—1935)               | лингвист, библиограф                                             | 1929—1932 |
| Лудовик Мразек (1857—1944)          | геолог                                                           | 1932—1935 |
| Александру Лапедату (1876—1950)     | геолог                                                           | 1935—1938 |

| Президент (годы жизни)                 | Род деятельности (либо повторные каденции)                   | Каденция  |
| -------------------------------------- | ------------------------------------------------------------ | --------- |
| Константин Рэдулеску-Мотру (1868—1957) | философ, психолог, социолог, политик-антифашист              | 1938—1941 |
| Ион Симьонеску (1873—1944)             | геолог, палеонтолог, натуралист                              | 1941—1944 |
| Димитрие Густи (1880—1955)             | социолог, этнолог, историк, философ, государственный деятель | 1944—1946 |
| Андрей Рэдулеску (1880—1959)           | социолог, этнолог, историк, философ, государственный деятель | 1946—1948 |
| Траян Сэвулеску (1889—1963)            | ботаник, миколог, фитопатолог, государственный деятель       | 1948—1959 |
| Атанасе Жожа (1904—1972)               | философ, логик                                               | 1959—1963 |
| Илие Мургулеску (1902—1991)            | физикохимик, политик                                         | 1963—1966 |
| Мирон Николеску (1903—1975)            | математик, педагог                                           | 1966—1975 |
| Щербан Цицейка (1908—1985)             | физик-теоретик                                               | 1975—1976 |
| Теодор Бургеле (1905—1977)             | хирург-уролог, педагог                                       | 1976—1977 |
| Кристофор Симьонеску (1920—2007)       | инженер-химик                                                | 1977—1980 |
| Георге Михок (1906—1981)               | математик, статистик                                         | 1980—1981 |
| Иоан Антон (1924—2011)                 | инженер-электромеханик                                       | 1981—1984 |
| Раду Войня (1923—2010)                 | инженер, педагог                                             | 1984—1990 |
| Михай Корнелиу Дрэгэнеску (1929—2010)  | инженер-электроник, философ, писатель-эссеист                | 1990—1994 |
| Виргилиу Константинеску (1931—2009)    | инженер                                                      | 1994—1998 |
| Эуджен Симьон (1933—2022)              | историк, писатель, эссеист, критик                           | 1998—2006 |
| Ионел Хайдук (род. 1937)               | химик                                                        | 2006—2014 |
| Ионел Валентин Влад (1943—2017)        | инженер-физик                                                | 2014—2017 |
| Кристиан Хера (род. 1933)              | агротехнолог                                                 | 2018      |
| Иоан-Аурел Поп (род. 1955)             | историк                                                      | 2018—     |

## Структура академии
Румынская академия имеет 14 отделений по областям знания (рум. secţiile ştiinţifice) и 3 региональных центра (рум. filialele). Их современный состав и руководство:
Отделения
- Отделение филологии и литературы, председатель — вакантно.
- Отделение исторических и археологических наук — акад. Виктор Спиней[рум.].
- Отделение математических наук — акад. Виорел Барбу[рум.].
- Отделение физических наук — акад. Николае-Виктор Замфир[рум.].
- Отделение химических наук — акад. Мариус Андрух[рум.].
- Отделение биологических наук — акад. Майя Симьонеску[рум.].
- Отделение наук о Земле — акад. Николае Панин[рум.].
- Отделение технических наук — акад. Дорел Банабик[рум.].
- Отделение сельскохозяйственных и лесохозяйственных наук — акад. Дору Памфил[рум.].
- Отделение медицинских наук — акад. Виктор Войку[рум.].
- Отделение экономических, юридических и социологических наук — акад. Мугур Исэреску.
- Отделение философии, теологии, психологии и педагогики — акад. Мирча Думитру[рум.].
- Отделение архитектуры, изобразительных и аудиовизуальных искусств — вакантно.
- Отделение компьютерных наук и технологий — акад. Флорин Георге Филип[рум.].

Региональные центры
- Центр в Яссах — акад. Виорел Барбу[рум.].
- Центр в Клуже — акад. Дору Памфил[рум.].
- Центр в Тимишоаре — акад. Дан Дубинэ[рум.].

## Членство
По состоянию на 24 июня 2025 года Румынская академия насчитывает 79 действительных членов (membri titulari) с пожизненным членством. Помимо действительных членов /академиков, имеются другие категории членства — члены-корреспонденты (membri corespondenţi), отечественные почётные члены (membri de onoare din ţară) и почётные иностранные члены (membri de onoare din străinătate).

### Текущий список действительных членов Румынской академии
| Имя                            | Дата рождения | Отделение | Профессия                   | Избрание членкором | Избрание академиком |
| ------------------------------ | ------------- | --------- | --------------------------- | ------------------ | ------------------- |
| Албу, Луциан-Ливиу             | 1951.08.07    | ОЭЮСН     | экономист                   | 2009               | 2013                |
| Андрух, Мариус                 | 1954.07.15    | ОХН       | химик                       |                    | 2001                |
| Балабан, Александру            | 1931.04.02    | ОХН       | инженер-химик               | 1963               | 1990                |
| Банабик, Дорел                 | 1956.10.03    | ОТН       | инженер-механик             | 2009               | 2015                |
| Барбу, Виорел                  | 1941.07.14    | ОМатН     | математик                   |                    | 1993                |
| Барбулеску, Михай              | 1947.09.29    | ОИАН      | историк, археолог           | 2010               | 2021                |
| Бенга, Георге                  | 1944.01.26    | ОМедН     | медик                       |                    | 2015                |
| Болдеа, Ион-Георге             | 1945.01.17    | ОТН       | инженер                     |                    | 2016                |
| Бребан, Николае                | 1934.02.01    | ОФЛ       | писатель                    | 1997               | 2009                |
| Букур, Иоан                    | 1951.08.10    | ОНЗ       | геолог                      | 2010               | 2016                |
| Бурзо, Эмиль                   | 1935.07.30    | ОФН       | физик                       |                    | 2009                |
| Бэдеску, Михаил Виорел         | 1953.09.24    | ОТН       | инженер                     |                    | 2017                |
| Бэлтеану, Дан                  | 1943.03.04    | ОНЗ       | географ                     |                    | 2009                |
| Векас, Ладислау                | 1945.12.05    | ОТН       | физик                       | 2012               | 2021                |
| Влэдуцеску, Георге             | 1937.09.08    | ОФТПП     | философ                     |                    | 1999                |
| Войку, Виктор                  | 1939.06.29    | ОМедН     | фармаколог, общая медицина  |                    | 2001                |
| Гилезан, Николае               | 1938.07.01    | ОМедН     | медик                       |                    | 2016                |
| Деметреску, Крисан             | 1940.03.23    | ОФН       | физик                       | 2006               | 2022                |
| Демко, Дэн Эжен                | 1942.12.26    | ОФН       | физика                      | 2011               | 2024                |
| Динделеган, Габриэла Панэ      | 1942.02.07    | ОФЛ       | языковед                    | 2004               | 2022                |
| Добреску, Эмилиан              | 1933.05.22    | ОЭЮСН     | экономист                   |                    | 1990                |
| Дубинэ, Дан                    | 1950.07.28    | ОТН       | инженер                     |                    | 2015                |
| Думитраке, Иоан                | 1940.08.26    | ОКНТ      | инженер-энергетик           |                    | 2017                |
| Думитреску, Мирча              | 1941.07.03    | ОАИАИ     | график, художник, скульптор | 2013               | 2024                |
| Думитру, Мирча                 | 1960.07.14    | ОФТПП     | философ                     | 2014               | 2021                |
| Дэнэйлэ, Леон                  | 1933.07.01    | ОМедН     | медик                       | 1997               | 2004                |
| Дэяну, Даниэл                  | 1952.08.30    | ОЭЮСН     | экономист                   | 2001               | 2013                |
| Залинеску, Константин          | 1952.05.13    | ОМатН     | математик                   | 2017               | 2024                |
| Замфир, Кэтэлин                | 1941.02.09    | ОЭЮСН     | социолог                    | 1991               | 2019                |
| Замфир, Николае Виктор         | 1952.03.25    | ОФН       | физик                       | 2006               | 2015                |
| Захареску, Мария-Магдалена     | 1938.01.20    | ОХН       | химик                       | 2001               | 2015                |
| Зуб, Александру                | 1934.10.12    | ОИАН      | историк                     | 1991               | 2004                |
| Иешан, Дорин                   | 1941.04.08    | ОМатН     | математик                   | 2001               | 2021                |
| Ионеску-Тырговиште, Константин | 1937.11.11    | ОМедН     | медик                       | 2003               | 2015                |
| Испас, Корнелия-Сабина         | 1941.01.18    | ОАИАИ     | этнолог                     |                    | 2009                |
| Исэреску, Мугур                | 1949.08.01    | ОЭЮСН     | экономист                   | 2001               | 2006                |
| Киву, Георге                   | 1947.10.07    | ОФЛ       | лингвист                    | 2010               | 2023                |
| Косма, Лазэр-Октавиан          | 1933.02.15    | ОАИАИ     | музыковед                   | 2011               | 2016                |
| Лупей, Войку                   | 1938.12.20    | ОФН       | физик                       | 2009               | 2018                |
| Мандуцяну, Илеана              | 1953.05.05    | ОБН       | биолог                      | 2015               | 2023                |
| Мариноски, Габриэла            | 1957.01.30    | ОМатН     | математик                   | 2017               | 2022                |
| Мартин, Мирча                  | 1940.04.12    | ОФЛ       | критик, эссеист             | 2014               | 2023                |
| Мурариу, Думитру               | 1940.09.21    | ОБН       | биолог                      | 2006               | 2021                |
| Нидермайер, Пауль              | 1937.07.25    | ОИАН      | историк, архитектор         | 2001               | 2018                |
| Нэстэсеску, Константин         | 1943.03.13    | ОМатН     | математик                   | 1993               | 2016                |
| Отиман, Пэун Ион               | 1942.05.28    | ОСХЛХН    | агротехнолог, экономист     | 1993               | 1999                |
| Памфил, Дору                   | 1953.07.08    | ОСХЛХН    | агротехнолог                |                    | 2015                |
| Панин, Николае                 | 1938.11.12    | ОНЗ       | инженер-геолог              |                    | 2015                |
| Парву, Илие                    | 1941.06.06    | ОФТПП     | философ                     | 1992               | 2021                |
| Поп, Иоан-Аурел                | 1955.01.01    | ОИАН      | историк                     | 2001               | 2010                |
| Поп, Иоан Эс.                  | 1958.03.27    | ОФЛ       | поэт и публицист            |                    | 2024                |
| Попа, Константин               | 1938.04.28    | ОМедН     | медик                       |                    | 2003                |
| Попеску, Иринел                | 1953.04.22    | ОМедН     | медик                       | 2013               | 2024                |
| Попеску, Октавьян              | 1951.09.23    | ОБН       | биолог                      | 2000               | 2010                |
| Попова, Луча-Дойна             | 1943.03.21    | ОБН       | биохимик                    |                    | 2011                |
| Порумб, Мариус                 | 1943.10.09    | ОАИАИ     | историк искусства           | 1993               | 2009                |
| Пэун, Георге                   | 1950.12.06    | ОКНТ      | математик                   | 1997               | 2012                |
| Русу, Дорина-Елена             | 1951.05.01    | ОИАН      | историк                     | 2015               | 2022                |
| Рэдулеску, Дан                 | 1928.01.20    | ОНЗ       | геолог                      |                    | 1993                |
| Сараманду, Николае             | 1941.07.01    | ОФЛ       | языковед                    | 2018               | 2024                |
| Сильвестру, Кристиан-Сорин     | 1955.12.08    | ОХН       | химик                       | 2009               | 2017                |
| Сима, Анка Волумния            | 1952.05.03    | ОБН       | биофизик                    |                    | 2015                |
| Симьонеску, Майя               | 1937.02.23    | ОБН       | биолог                      |                    | 1991                |
| Синеску, Иоанел                | 1951.12.08    | ОМедН     | медик                       |                    | 2011                |
| Спиней, Виктор                 | 1943.10.26    | ОИАН      | историк, археолог           | 2001               | 2015                |
| Сэулеску, Николае              | 1939.04.15    | ОСХЛХН    | агротехнолог                | 1990               | 2009                |
| Текуч, Георге                  | 1954.04.07    | ОКНТ      | инженер                     |                    | 1993                |
| Теодореску, Хория-Николай      | 1951.11.14    | ОКНТ      | инженер                     |                    | 2017                |
| Томеску, Иоан                  | 1942.11.05    | ОМатН     | математик                   | 2000               | 2021                |
| Туфиш, Дан                     | 1954.02.05    | ОКНТ      | инженер                     |                    | 2011                |
| Филип, Флорин Георге           | 1947.07.25    | ОКНТ      | инженер                     | 1991               | 1999                |
| Флонта, Мария-Луиза            | 1944.07.21    | ОБН       | биолог                      | 2011               | 2024                |
| Флонта, Мирча                  | 1932.11.19    | ОФТПП     | философ                     | 1992               | 2021                |
| Хайдук, Ионел                  | 1937.05.09    | ОХН       | химик                       | 1990               | 1991                |
| Хацеган, Корнел                | 1940.08.17    | ОФН       | физик                       | 1992               | 2018                |
| Хера, Кристиан Иоан            | 1933.12.18    | ОСХЛХН    | агротехнолог                |                    | 2004                |
| Чернеску, Костин               | 1940.07.16    | ОМедН     | медик                       | 2001               | 2018                |
| Черня, Михаил                  | 1931.10.14    | ОЭЮСН     | социолог                    |                    | 2012                |
| Янку, Аурел                    | 1928.12.17    | ОЭЮСН     | экономист                   | 1993               | 2001                |

#### Возрастная структура академиков
Наиболее возрастным из ныне живущих академиков является геолог Дан Рэдулеску, самым молодым — философ Мирча Думитру (соответственно 1928 и 1960 годов рождения). Самый большой академический стаж из текущего состава имеет химик Александру Балабан (член-корреспондент — с 1963 года, академик — с 1990 года). Более подробно распределение по возрастам показано на гистограмме: